# Las amantes de los dioses
Película Peplum italiana de 1961 (título original Le baccanti) dirigida por Giorgio Ferroni. Destaca dentro del género por no basarse en historias mitológicas de héroes y semidioses, sino que adapta la obra clásica de Eurípides Las bacantes.

## Argumento
Dioniso, dios del vino y el placer (también llamado Baco), vuelve a su ciudad natal Tebas y comprueba que el tirano Penteo, aparte de haberse hecho rey de forma poco limpia, se niega a reconocer su divinidad. El joven dios castigará al osado, repondrá en el trono al legítimo heredero, Lacdanos, y a su grupo de fieles devotas, las Bacantes, les encargará el mantenimiento de su culto.

## Reparto
- Taina Elg... Dirce
- Pierre Brice... Dioniso
- Alberto Lupo... Penteo
- Alessandro Panaro... Manto
- Akim Tamiroff ... Tiresias
- Raf Mattioli... Lacdanos
- Erno Crisa ... Ateón
- Gérard Landry... Pastor
- Miranda Campa... Agave
- Enzo Fiermonte... Polícrates
- Nerio Bernardi... Sumo Sacerdote

- Datos: Q1211180